# Смирненски кръстоносни походи
Смирненските кръстоносни походи (1343 – 1351) са две кръстоносни кампании, организирани от папа Климент VI срещу Емирството Айдън, ръководено от Умур бег и имат за цел превземането на столицата му Смирна, разположена на брега на Мала Азия.

## Първи смирненски кръстоносен поход (1343 – 1344)
Обявен е от папа Климент VI с Bula de Cruzada (Кръстоносна була) – „Insurgentibus contra fidem“ от 30 септември 1342 г. срещу селджушкото емирство Айдън и неговия емир Умур бег, чийто пиратски флот с основна морска база в Смирна, напада християнските кораби в Егейско и Средиземно море. Папата обявява за водач на похода Хенри дьо Асти, католически патриарх на Константинопол и му заповядва да организира кръстоносна лига срещу емира на Айдън. През 1342 г. към лигата се присъединяват Юг IV Лузинян, крал на Кипър, Орденът на Хоспиталиерите от Родос, Република Венеция и Република Генуа. Командир на папския флот е Мартино Закария, а на венецианския – Пиетро Зено, байло на Негропонте. През 1343 г. херцогът на Наксос – Джовани I Санудо се присъединява към коалицията с една галера. Флотът се състои общо от двадесет галери: четири от тях са на папата, шест на Венеция, като една от тях е от херцогство Наксос, шест галери на Хоспиталиерите и четири кипърски галери под командата на Конрад Пиламильо.
На 13 май 1344 г. в битката при Палини в западната част на полуостров Халкидики, кръстоносният флот от венециански, генуезки, родоски и кипърски кораби печели решителна победа срещу флота на Айдън, унищожавайки 50 турски кораба. След няколкодневни ожесточени сражения, на 28 октомври 1344 г. г. кръстоносните сили на Република Венеция, хоспиталиерите от Родос и Кипърското кралство превземат столицата на емирството Смирна, но без цитаделата на града, която остава в ръцете на Умур бег. Земята разположена между пристанището и цитаделата, останала в руини, като между кръстоносците и турците се намирал „лабиринт от разрушени домове“ в който се водели улични боеве. На 17 януари 1345 г. Анри дьо Асти води празнична литургия в катедралата на Смирна „Св.Йоан Кръстител“, която се намирала в „ничията земя“ между пристанището и цитаделата. По време на службата Умур бег атакува неочаквано храма в резултат на което загиват водачите на похода – Анри дьо Асти, Мартино Закария и Пиетро Зено.

## Втори смирненски кръстоносен поход (1345 – 1346)
След смъртта на лидерите на кръстоносния поход, войските на Умур бег постоянно атакували пристанището на Смирна, опитвайки се да изтласкат кръстоносците в морето. Това принудило папата да пристъпи към организирането на още една експедиция насочена към емирството Айдън. Походът е обявен от папата през 1345 г., кръстоносците тръгват през ноември, водени от бургундеца Хумберт II – дофин на Виен (Humbert II de Viennois). При Негропонте към четирите галери на Хумберт се присъединяват още четири папски, една венецианска и една хоспиталиерска галера. През 1346 г. кръстноците разбиват турците при Митилини (на остров Лесбос) и подсилват укрепленията си в Смирна. През следвщата 1347 г. Умур бег отново извършва пиратски рейдове в Егейско море, но през месец май флотът му е разбит от кръстоносците при остров Имброс, след което повече не излиза в открито море. През 1348 г. Умур бег отново атакува, но е убит в бой при цитаделата на града. През 1351 г. е подписан мирен договор с брата на Умур – Хизир, при което градът остава на кръстоносците, а турците местят главния град на бейлика си в Ефес. Смирна остава във владение на Ордена на Хоспиталиерите до 1402 г., когато градът е превзет от монголите на Тамерлан.